# PLAYFUL
『PLAYFUL』（プレイフル）は、堂本光一の5枚目のオリジナルアルバム。2021年6月2日にジャニーズ・エンタテイメントから発売された。

## 概要
前作『Spiral』から約6年ぶりとなる堂本光一5枚目のソロアルバム。"PLAYFUL"には「遊び心のある」という意味があり、その名の通り、エンタメに特化したソロアルバムとなっている。楽曲は「今の自分が表現したらどうなるか」というコンセプトで集められており、堂島孝平作曲のものなど一部を除き、ほとんどは海外の作家による楽曲で、本人によるオリジナル作品は収録されていない。初回限定盤A、初回限定盤B、通常盤の3形態で発売。
本作では「ファイナルファンタジー」「ドラゴンクエスト」シリーズで知られるスクウェア・エニックスとのコラボレーションが目玉となっているが、元々光一はファイナルファンタジーシリーズの大ファンであり、特に『ファイナルファンタジーXI』の総プレイ時間は900日以上を超えるほど。そのことは制作を手掛けるスクウェア・エニックスの社内でも知られており、以前から何かできないかという話もあった。そんな中、代表取締役の松田洋祐が光一の舞台に足を運び、「新しいエンタメを一緒にできないか」と発案したことからコラボレーションが実現し、2019年の夏から制作が開始された。のちに松田は、舞台で歌い踊りながら殺陣もこなす光一の姿に「CGなんじゃないかと思った」「これは生半可なものじゃダメだ」と言い出した本人にもかかわらずプレッシャーも感じたことを明かしている。
初回限定盤Aにはハイスピード剣劇「V（ファイブ）」のショートムービーとメイキング映像を収録したBlu-rayもしくはDVDが付属する。プロデュースおよび制作は映像作品『ファイナルファンタジーVII アドベントチルドレン』で共同監督、映画『KINGSGLAIVE FINAL FANTASY XV』でアニメーション総監督を務めた野末武志が手掛け、作曲および編曲は数々のスクエア・エニックス作品を手がける水田直志が担当した。最新技術によってCG化された光一と実写の光一のハイブリッドで人間と物の怪の争いが描かれ、光一は主人公の王と影武者を1人2役で演じている。2021年4月25日にはこのムービーの完成を記念した『「堂本光一×SQUARE ENIX V Short Movie」完全版発表会』が行われた。
初回限定盤Bにはインタビューのほかアルバムの1曲目「Tik Tik Tik」のミュージックビデオ、ダンスバージョンの映像を収録したBlu-rayもしくDVDが付属する。通常盤には初回限定盤未収録の「Loving You Slowly」がボーナストラックとして収録される。
また、発売を記念して、過去作品の音源のストリーミング配信が解禁され、本作も8月18日より日本を含む世界169の国と地域で配信される。
6月20日より本作を携えた全国アリーナツアーが開催されたが、スクウェア・エニックスとはこのツアーのグッズでもコラボレーションしている。

## 特典・仕様
先着購入特典
- 初回盤A - クリアファイルA（A4サイズ）
- 初回盤B - クリアファイルB（A4サイズ）
- 通常盤 - クリアファイルC（A4サイズ）

仕様
- 初回盤A - 32Pブックレット、折りポスター封入
- 初回盤B - 32Pブックレット
- 通常盤 - 20Pブックレット

## 収録曲

### CD
1 - 12曲までは全て共通。13曲目は通常盤のみ収録
1. Tik Tik Tik
作詞：小林光明　作曲：Sean Michael Alexander、Drew Ryan Scott、Woo seok Yoon、Ki wook Kim　編曲：Woo seok Yoon、竹内浩明
2. I Want Your Love
作詞：EMI K.Lynn　作曲：Scott Russell Stoddart、Mark Angelico Thomson、MiNE　編曲：Scott Russell Stoddart、Ko-saku
3. Time to go
作詞：白井裕紀、新美香　作曲：Andreas Stone Johansson、 Steven Lee、Andreas Oberg　編曲：Andreas Stone Johansson、竹内浩明
4. Rewind
作詞：HIKARI　作曲：Kevin Charge、HIKARI　編曲：Kevin Charge　コーラスアレンジ：竹内浩明、亜美
5. V
作曲・編曲：水田直志
  - スクウェア・エニックスとのコラボレーション。「ファイブ」と読む[7]。
6. Melody
作詞：小林光明　作曲：Andreas Stone Johansson、Ryo Saito　編曲：Ryo Saito、竹内浩明
7. Mutual
作詞：白井裕紀、新美香　作曲：Albin Nordqvist、Marcus Lindberg　編曲：Albin Nordqvist、竹内浩明
8. Day By Day
作詞：MiNE　作曲：Fredrik "Figge" Bostrom、Pontus Soderqvist、川口進、 Lars Safsund　編曲：Pontus Soderqvist、Ko-saku
9. Animal
作詞：MiNE　作曲：Didrik Thott、Sebastian Thott、Julimar J-Son Santos　編曲：Sebastian Thott、竹内浩明
10. Foxy Dominator
作詞：EMI K.Lynn　作曲：Benny Jansson、Kevin Borg、Thomas G:son　編曲：Benny Jansson、竹内浩明、亜美
11. Back to you
作詞：小林光明　作曲：Christofer Erixon、Josef Melin　編曲：Josef Melin、Ko-saku
12. Way To Dark
作詞・作曲：堂島孝平　編曲：堂島孝平、Shinya Saito
13. Loving You Slowly
作詞：久保田洋司　作曲：Christoffer Semelius、Tony Ferrari、川口進　編曲：Christoffer Semelius、川口進、Ko-saku
  - 通常盤にのみ収録。

### DVD/Blu-ray

#### 初回盤A
1. V Short Movie & Making （21分収録）

#### 初回盤B
※約11分収録
1. Tik Tik Tik Music Clip
2. Tik Tik Tik Dance Ver.
3. Interview

## チャート成績
初週10.6万枚を売り上げ、6月8日発表のオリコン週間アルバムランキングで1位を獲得。ソロ名義では前作『KOICHI DOMOTO 「Endless SHOCK」Original Sound Track 2』に続き、2作連続通算5作目の1位となった。 また、Billboard JAPANのBillboard JAPAN Top Albums Salesでも108,699枚を売り上げ、2010年9月1日発売の『BPM』の発売初週販売数117,396枚に次ぎ、ソロ名義では2番目となる初週販売枚数を記録した。